# Cervecería 100 Montaditos

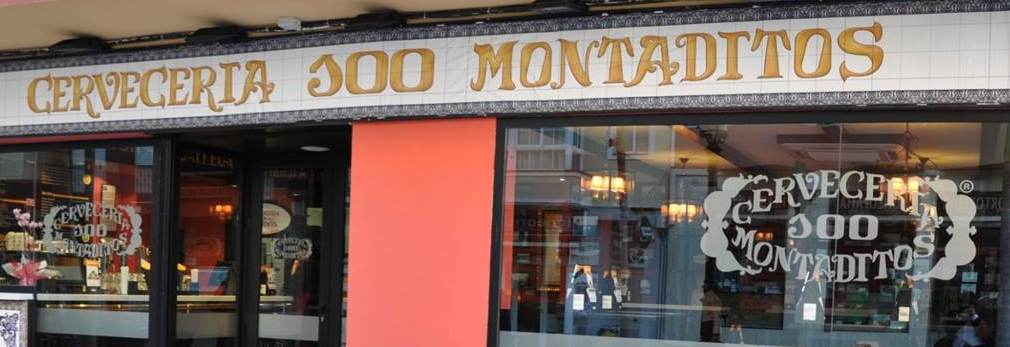
Fachada de un restaurante de la cadena 100 Montaditos

La Cervecería 100 Montaditos es una cadena de restauración internacional de origen español, perteneciente al grupo Restalia, especializada en la venta de 100 tipos diferentes de montaditos. Actualmente cuenta con unos 350 locales en régimen de franquicia repartidos por España y cerca de 100 en el extranjero, con un total de unos 3000 trabajadores.(Estados Unidos, México, Colombia, Italia, Chile, Guatemala, Costa Rica, República Dominicana, Paraguay, Ecuador, Portugal y Francia).

## Concepto
El concepto de "neorestauración" que desarrolla se basa en cuatro elementos: los productos de calidad, el autodenominado "concepto eurista" (precios cercanos a un euro), autoservicio y una temática determinada de los locales.
La sencillez de los platos (montaditos) y su bajo precio fueron parte del éxito de la marca.
En su fórmula de servicio se rellena un formulario con el pedido que se entrega en el mostrador y, una vez que está preparado, se avisa a los clientes a través de megafonía para su entrega directa.
La cadena de franquicias tiene una ventana abierta a la cocina para recoger los pedidos, como una forma de autoservicio.
En cuanto a la ambientación de los restaurantes, a pesar de tener su origen en Huelva, se eligieron fotografías antiguas de Cádiz para la decoración de sus locales, una imagen muy representativa de la Baja Andalucía que se utiliza en los establecimientos de todo el mundo.
La empresa ofrece 100 variedades de montaditos que se sirven fríos y calientes siendo el pan uno de los elementos diferenciadores ya que ofrece algunas variedades.
La empresa cuenta con departamentos de investigación y desarrollo.

## Historia
El primer restaurante 100 Montaditos nació en el año 2000, en Islantilla (Huelva), de la mano del empresario sevillano José María Fernández Capitán.
En los años posteriores, se abrieron una media de veinte locales anuales, hasta llegar a superar la cantidad de 200 restaurantes en España a comienzos del 2012.
En 2003 se abre el primer restaurante en Madrid y, al año siguiente, se crea el Grupo Restalia para dar cobertura al modelo de franquicias a nivel español, inaugurando 30 restaurantes en un año y formando un total de 99 establecimientos. Un par de años después Restalia gestionaría también otra cadena de cervecerías llamada La Sureña.
En 2009 la empresa comienza a analizar el implantar los primeros locales de Cervecería 100 Montaditos fuera de España. De esta forma, ya en 2010 se abren los primeros locales de la Cervecería 100 Montaditos en Estados Unidos. Para operar en Estados Unidos la empresa creó una sociedad denominada 100M Holding que ha pasado por dificultades financieras en la primavera de 2015 tras su expansión en Miami y que provocaron el despido de su gerente delegado en ese país.
En 2011 la Cervecería 100 Montaditos lanza al mercado el pan 100M, de receta propia, y bate un nuevo récord de aperturas del sector con 70 nuevos locales en un único año en España.
En 2012 la Cervecería 100 Montaditos llega a Latinoamérica y se inauguran restaurantes en México D.F. y Bogotá.
En noviembre de 2015 la empresa abre su sede en Italia y en 2016 la compañía se estableció en Costa Rica.

## Distribución de los locales
Los locales están situados a lo largo de la geografía española, sobre todo en la costa mediterránea y la Comunidad de Madrid.

### Distribución en España
| Puesto | Comunidad autónoma   | Cervecerías |
| ------ | -------------------- | ----------- |
| 1      | Comunidad de Madrid  | 95          |
| 2      | Andalucía            | 76          |
| 3      | Comunidad Valenciana | 53          |
| 4      | Cataluña             | 30          |
| 5      | Canarias             | 21          |
| 6      | Región de Murcia     | 16          |
| 7      | Castilla y León      | 15          |
| 8      | Castilla-La Mancha   | 14          |
| 9      | Extremadura          | 12          |
| 10     | Galicia              | 11          |
| 11     | Aragón               | 10          |
| 12     | Islas Baleares       | 9           |
| 13     | País Vasco           | 7           |
| 14     | Cantabria            | 6           |
| 15     | Navarra              | 6           |
| 16     | Asturias             | 4           |
| 17     | La Rioja             | 3           |

### Distribución fuera de España

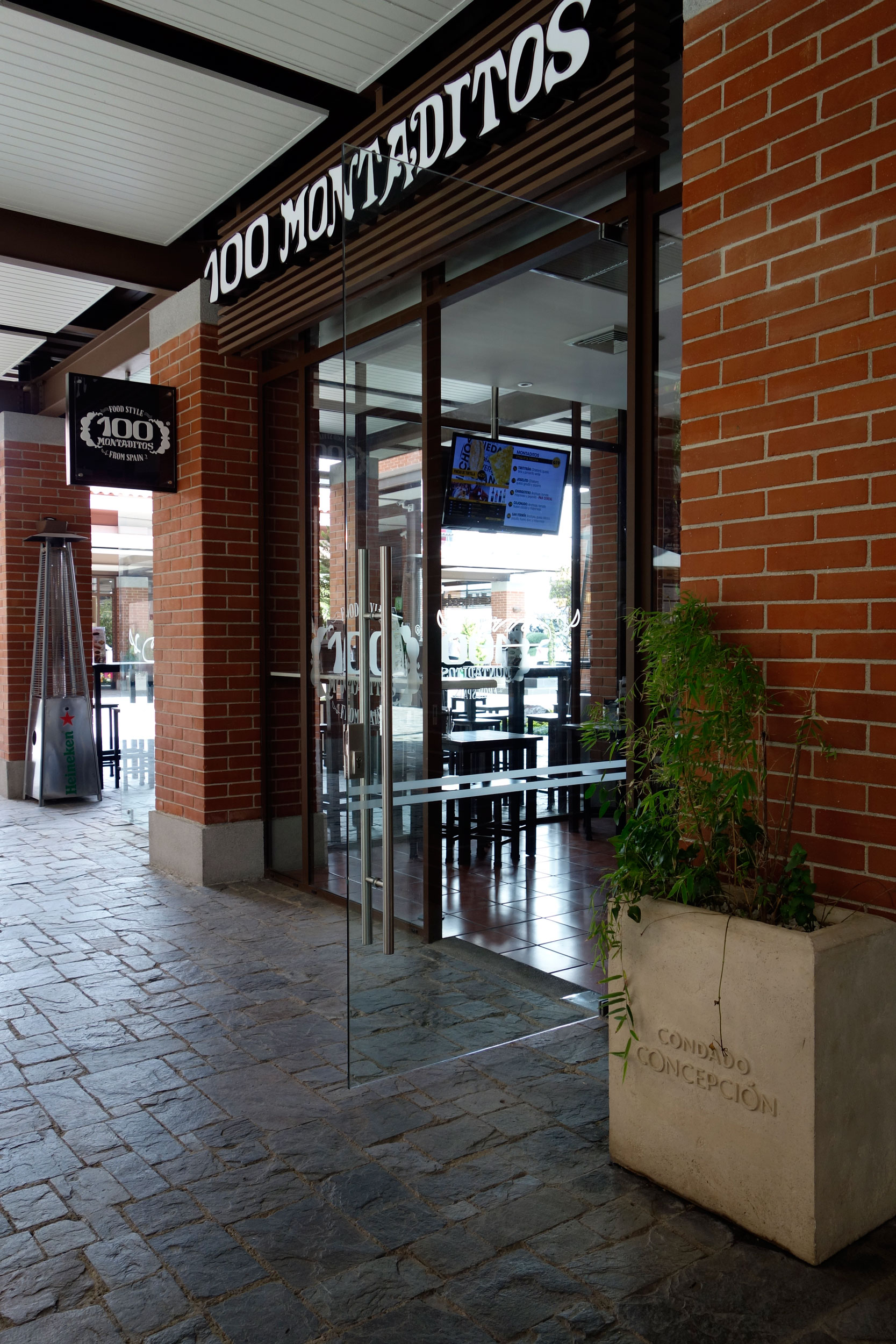
100 Montaditos en Guatemala

La Cervecería 100 Montaditos cuenta con cerca de 100 restaurantes fuera de España, que son:
- 56 en Italia
- 18 en Portugal
- 18 en México
- 11 en Guatemala
- 7 en Estados Unidos
- 7 en Colombia
- 5 en Chile
- 4 en Ecuador
- 3 en Costa Rica
- 3 en República Dominicana
- 3 en Paraguay
- 3 en Panamá
- 3 en Francia[14]
- 1 en Países Bajos

## Premios y reconocimientos
- Grupo Dirigentes: Premio al "Proyecto del año" (2012)
- Premios Aster de ESIC: "Mejor Emprendedor" (2011)
- Q&A Research Consultancy: "Retailer of the Year"(2012)
- Federación Española de Hostelería: Restalia es premiada en cálida de "Empresa de Origen Español en el Mundo" (2012)[15]
- Premio Insegna dell'Anno (Italia, 2016)